# Viktor Láznička
Viktor Láznička (* 9. Januar 1988 in Pardubice) ist ein tschechischer Schach-Großmeister.

## Werdegang
Láznička begann als Sechsjähriger mit dem Schachspiel und intensivierte seine Schachausbildung nach dem 3. Platz des tschechischen U12-Wettbewerbs im Jahr 2000. Zwei Jahre später gewann er die U14-Meisterschaft in Frymburk. Seine Trainer waren Kamil Munia, Petr Šebesta, Vigen Mirumian und Michal Konopka. Sein aktueller Trainer ist Sergej Movsesjan, sein Teamkollege beim ŠK Rapid Pardubice. Láznička studiert Betriebswirtschaftslehre an der Karls-Universität Prag.
Láznička gewann Bronze bei der Europameisterschaft U18 2005 in Herceg Novi. Er siegte 2006 überlegen, mit zwei Punkten Vorsprung, bei der tschechischen Meisterschaft und wurde damit jüngster Landesmeister. Gleichzeitig erreichte er durch Erfüllung der dritten Norm den Titel eines Großmeisters. Im April 2007 erreichte Láznička in Dresden bei der Europameisterschaft den 14. Platz, damit qualifizierte er sich für den FIDE-Weltpokal in Chanty-Mansijsk im November 2007. Beim Schach-Weltpokal 2007 scheiterte er in der ersten Runde an Bartłomiej Macieja. Im April 2008 gewann er das Open von Kalkutta nach Wertung vor K. Sasikiran. Im Juli 2010 siegte er beim World Open in Philadelphia mit 7,5 Punkten aus 9 Partien. Beim Schach-Weltpokal 2009 erreichte er durch Siege gegen Ioannis Papaioannou, Alexander Morosewitsch und Viktor Bologan das Achtelfinale, in dem er an Şəhriyar Məmmədyarov scheiterte. Im April 2014 gewann er das Neckar-Open mit 8 Punkten aus 9 Partien.

## Nationalmannschaft
Láznička nahm mit der tschechischen Nationalmannschaft an den Schacholympiaden 2006, 2008, 2010, 2012, 2014, 2016 und 2018 sowie den Mannschaftseuropameisterschaften 2007, 2009, 2011, 2013, 2015, 2017 und 2019 teil.

## Vereine

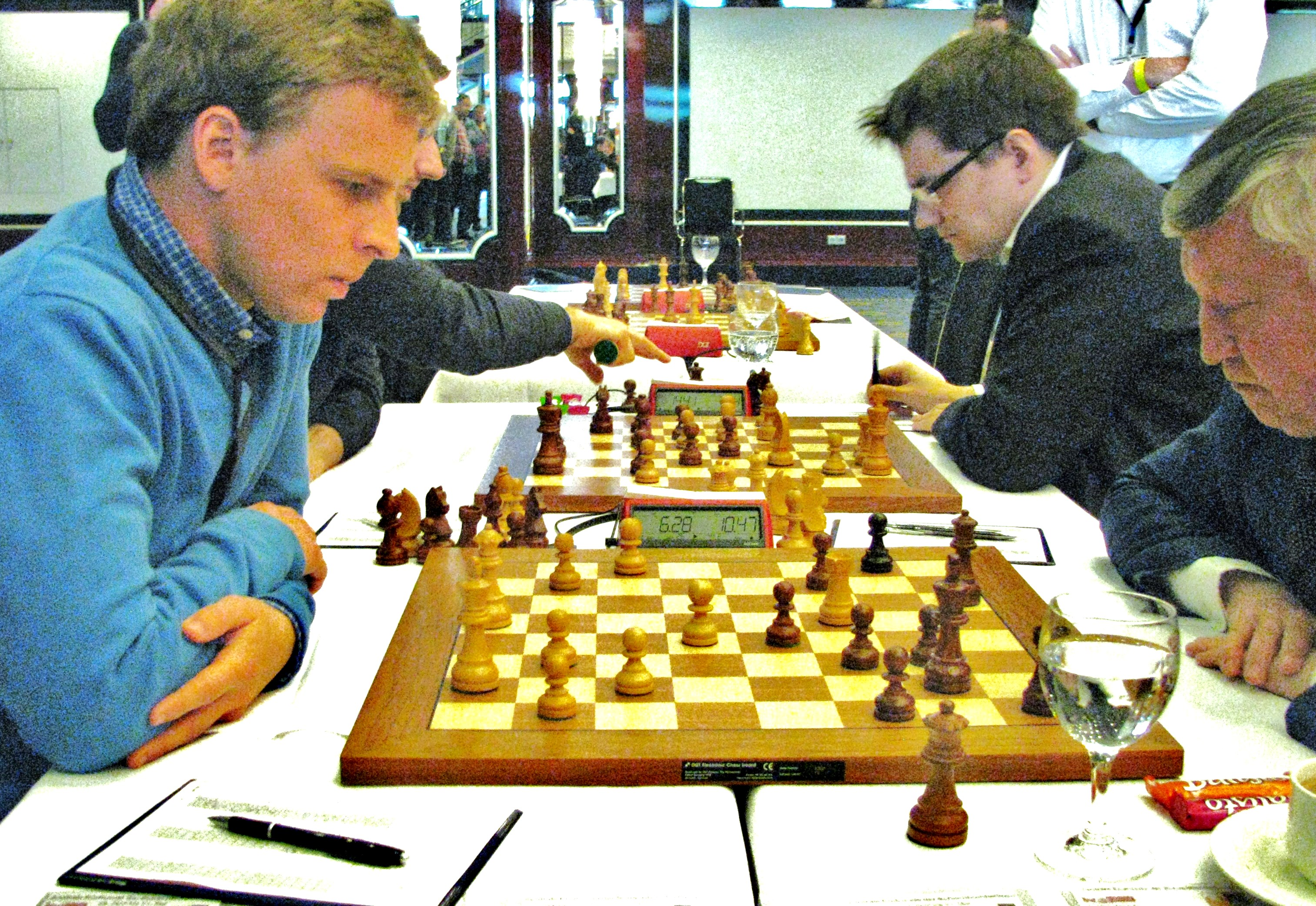
Von li.: Viktor Laznicka, Evgeny Tomashevsky und Anatoli Karpov bei der Bundesliga-Finalrunde 2017 in Berlin

In der tschechischen Extraliga spielte Láznička von 2002 bis 2008 für den ŠK Pardubice, mit dem er 2005, 2006 und 2007 Meister wurde, seit 2008 spielt er für den 1. Novoborský ŠK, mit dem er 2010, 2011, 2012, 2013 2014, 2015, 2016, 2017 und 2018 Meister wurde. Am European Club Cup nahm Láznička 2006 mit dem ŠK Pardubice, in den Jahren 2009 bis 2018 mit dem 1. Novoborský ŠK teil. Dabei gewann er mit der Mannschaft 2013, erreichte 2014 und 2018 jeweils den zweiten und 2011 den dritten Platz, zudem gewann er 2018 die Einzelwertung am ersten Reservebrett.
In der deutschen Schachbundesliga spielte Láznička in der Saison 2006/07 für den SC Bann am Spitzenbrett, in der Saison 2007/08 für TSV Bindlach Aktionär und in der Saison 2008/09 für die Sportfreunde Katernberg. Von der Saison 2014/15 bis Saison 2017/18 spielte er beim SK Schwäbisch Hall, in der Saison 2018/19 für BCA Augsburg und in der Saison 2019/20 für den SV Lingen. In der österreichischen Bundesliga spielte er in der Saison 2006/07 für den SK Advisory Invest Baden und in der Saison 2008/09 für den Meister Husek Wien. In Frankreich spielte er 2010 für Mulhouse Philidor und 2017 für C.E. de Bois-Colombes, in der britischen Four Nations Chess League in der Saison 2013/14 für die Wood Green Hilsmark Kingfisher. In Spanien spielte Láznička 2009 für UE Montcada, 2010 für den SCC Sabadell sowie 2016 und 2017 für Mérida Patrimonio de la Humanidad.